# Флит, Джон Фэйтфул
Джон Фэйтфул Флит (1847 — 21 февраля 1917) — английский историк, эпиграфист и лингвист, индолог. Гражданский чиновник из Индийской гражданской службы. Одним из результатов его исследований индийской эпиграфики и истории, длившихся свыше тридцати лет, стали несколько специализированных монографий. Также Флит был постоянным автором статей в научных журналах, касавшихся индийской тематики.

## Биография
Джон Флит родился в 1847 году в семье Джона Джорджа Флита, оптового торговца сахаром из Лондона, и Эстер Фэйтфул, родом из Хэдли, графство Суррей, Англия. Получил образование в Купеческой школе Тейлора (англ. Merchant Taylors' School) в Лондоне. Среди его братьев были вице-адмирал Герберт Сесил Флит, актёры Рутланд Баррингтон и Дункан Флит. Также Джон Флит имел двух сестёр. 

### Ранняя карьера и интересы
В 1865 году Флит получил должность в Индийской гражданской службе и в целях подготовки начинает изучать санскрит в Университетском колледже Лондона. В 1867 году он переезжает в Бомбейское президентство и постепенно с повышением продвигается по службе. В то же время Джон Флит продолжает свои занятия санскритом и проявляет интерес к эпиграфике, в обилии находимой в президентстве. С середины 1860-х годов публикуются также его статьи, касающиеся индийских надписей. Со временем Флит начинает изучать и другой язык — каннада, в древнем и современном его вариантах.

### Известность
Признание к Флиту пришло после публикации его работ по эпиграфике и истории Южной Индии в журнале «Indian Antiquary», основанном в 1872 году и издававшемся Азиатским обществом Бомбея. Позднее Флит редактировал его в 1885-1892 годах, с 14-го по 20-й выпуски. В 1878 году вышла его работа «Надписи на пали, санскрите и древнем каннада». Флит стал первым эпиграфистом при Правительстве Индии, когда такой пост был учреждён в 1883 году. Через три года, как эпиграфист, он был получил должность в городе Солапур.
Одной из важнейших работ этого учёного стали «Надписи царей из династии ранних Гупта и их преемников» (англ. «The Inscriptions of The Early Gupta Kings and their Successors» 1889 года), вышедшие как третий выпуск серии «Corpus Inscriptionarum Indicum». В то же время, наряду с исследовательской, продолжала развиваться и карьера Флита в Индийской гражданской службе. К 1903 году он дослужился до комиссара по таможенным сборам (Commissioner of Customs).
В 1895 году была опубликована лучшая его работа — «Династии Канарских округов Бомбейского президентства с древнейших исторических времён до мусульманского завоевания». Этот труд был синтезом всех тех данных, которые он собирал на протяжении многих лет в эпиграфике и других исторических источниках. В нём была затронута история таких династий как Кадамба, Чалукья, Раштракуты и Ядавы. Эта работа стала основой для будущих исследований затронутых в ней периодов истории Индии.

### Уход на пенсию и смерть
Флит ушёл из Индийской гражданской службы на пенсию в 1897 году и вернулся в Англию, чтобы поселиться в Илинге. Теперь всё свободное время он посвящал эпиграфическим исследованиям. В 1906 году Флит стал почётным секретарём Королевского азиатского общества, с которым много сотрудничал до этого, а в 1912 году был награждён его золотой медалью. Кроме того Флит был членом Азиатского общества Бенгалии, Бомбейского университета, Бомбейского отделения Королевского азиатского общества, членом-корреспондентом Королевского общества наук в Гёттингене.
Умер Джон Флит в 1917 году.